# Исследование Венеры
Исследование Венеры проводится с помощью космических аппаратов (КА) и автоматических межпланетных станций (АМС), а также с помощью телескопов с Земли.
Первым космическим аппаратом, предназначавшимся для изучения Венеры, был советский «Венера-1» (1961).
После попытки достижения Венеры этим аппаратом, к планете направлялись советские аппараты серии «Венера», «Вега», американские «Маринер», «Пионер-Венера-1», «Пионер-Венера-2», «Магеллан», европейский «Венера-экспресс», японский «Акацуки».
В 1975 году космические аппараты «Венера-9» и «Венера-10» передали на Землю первые фотографии поверхности Венеры; в 1982 году «Венера-13» и «Венера-14» передали с поверхности Венеры цветные изображения.
Впрочем, условия на поверхности Венеры таковы, что ни один из космических аппаратов не проработал на планете более двух часов.
В 1978 году космические аппараты «Венера-11» и «Венера-12» исследовали на поверхности Венеры тонкий химический анализ состава атмосферы и облаков, спектральный анализ рассеянного в атмосфере солнечного излучения, электрические разряды в атмосфере планеты, а также измеряли температуру, давление и аэродинамические перегрузки. Научные данные с мест посадки ретранслировались через орбитальный аппарат на Землю.

### Успешные запуски
Список успешных запусков космических аппаратов, передавших сведения о Венере:
| Страна или космическое агентство | Название        | Запуск           | Примечание |
| -------------------------------- | --------------- | ---------------- | --- |
| США                              | Маринер-2       | 27 августа 1962  | Исследования при пролёте |
| СССР                             | Венера-4        | 12 июня 1967     | Исследования атмосферы спускаемым аппаратом |
| США                              | Маринер-5       | 14 июня 1967     | Исследования при пролёте |
| СССР                             | Венера-5        | 5 января 1969    | Исследования атмосферы спускаемым аппаратом |
| СССР                             | Венера-6        | 10 января 1969   | Исследования атмосферы спускаемым аппаратом |
| СССР                             | Венера-7        | 17 августа 1970  | Первая успешная мягкая посадка на поверхность планеты |
| СССР                             | Венера-8        | 27 марта 1972    | Мягкая посадка |
| США                              | Маринер-10      | 4 ноября 1973    | Пролёт на пути к Меркурию, попутные исследования |
| СССР                             | Венера-9        | 8 июня 1975      | Мягкая посадка и искусственный спутник Венеры. Первые чёрно-белые фотографии поверхности. |
| СССР                             | Венера-10       | 14 июня 1975     | Мягкая посадка и искусственный спутник Венеры. Чёрно-белые фотографии поверхности. |
| США                              | Пионер-Венера-1 | 20 мая 1978      | Искусственный спутник Венеры, радиолокационная альтиметрия |
| США                              | Пионер-Венера-2 | 8 августа 1978   | Исследования атмосферы при помощи четырёх спускаемых аппаратов |
| СССР                             | Венера-11       | 9 сентября 1978  | Пролёт Венеры, мягкая посадка спускаемого аппарата |
| СССР                             | Венера-12       | 14 сентября 1978 | Пролёт Венеры, мягкая посадка спускаемого аппарата |
| СССР                             | Венера-13       | 30 октября 1981  | Пролёт Венеры, мягкая посадка спускаемого аппарата. Первая запись звука на поверхности, бурение грунта и дистанционное исследование его химического состава, первая передача цветного панорамного изображения |
| СССР                             | Венера-14       | 4 ноября 1981    | Пролёт Венеры, мягкая посадка спускаемого аппарата. Бурение грунта и дистанционное исследование его химического состава, передача цветного панорамного изображения                                            |
| СССР                             | Венера-15       | 2 июня 1983      | Искусственный спутник Венеры, создание радиолокационной карты 30% поверхности |
| СССР                             | Венера-16       | 7 июня 1983      | Искусственный спутник Венеры, создание радиолокационной карты 30% поверхности |
| СССР                             | Вега-1          | 15 декабря 1984  | Исследование атмосферы зондом-аэростатом, бурение грунта и дистанционное исследование его химического состава (только Вега-2), пролёт аппарата к комете Галлея                                                |
| СССР                             | Вега-2          | 21 декабря 1984  | Исследование атмосферы зондом-аэростатом, бурение грунта и дистанционное исследование его химического состава (только Вега-2), пролёт аппарата к комете Галлея                                                |
| США                              | Магеллан        | 4 мая 1989       | Искусственный спутник Венеры, создание подробной радиолокационной карты поверхности |
| США                              | Галилео         | 18 октября 1989  | Пролёт на пути к Юпитеру, попутные исследования |
| США                              | Кассини-Гюйгенс | 15 октября 1997  | Пролёт на пути к Сатурну, попутные исследования |
| США                              | Мессенджер      | 3 августа 2004   | Пролёт на пути к Меркурию, попутные исследования |
| ЕКА                              | Венера-экспресс | 9 ноября 2005    | Искусственный спутник Венеры |
| Япония                           | Акацуки         | 21 мая 2010      | Искусственный спутник Венеры |
| США                              | Паркер          | 12 августа 2018  | Несколько гравитационных манёвров для уменьшения перигелия, попутное изучение ударной волны магнитосферы |

В 2020 году прибору WISPR солнечного зонда «Паркер» удалось сквозь облака сфотографировать Землю Афродиты.

## Неудачные запуски
СССР
- Космос-21 (1963) — не вышедшая на траекторию полёта к планете АМС Венера-63A программы «Венера»
- Космос-27 (1964) — не вышедшая на траекторию полёта к планете АМС Венера-64B программы «Венера»
- Космос-96 (1965) — не вышедшая на траекторию полёта к планете АМС Венера-65B программы «Венера»
- Космос-167 (1967) — не вышедшая на траекторию полёта к планете АМС Венера-67A программы «Венера»
- Космос-359 (1970) — не вышедшая на траекторию полёта к планете АМС Венера-70A программы «Венера»
- Космос-482 (1972) — не вышедшая на траекторию полёта к планете АМС Венера-72A программы «Венера»

## Планируемые
- Роскосмос планирует отправку станции «Венера-Д» со спутником планеты и более живучим зондом, который должен проработать на поверхности планеты не менее месяца[7][8][9], а также комплекс «Венера-Глоб» из орбитального спутника и нескольких спускаемых модулей[10][11].
- Индийская организация космических исследований планирует миссию «Шукраян-1».
- НАСА проектирует проекты DAVINCI+ и VERITAS[12]. Частная космическая компания Rocket Lab планирует в 2026 году запустить свой зонд[13].
- ЕКА — аппарат EnVision[14].